# ازلوپیتانت
ازلوپیتانت (انگلیسی: Ezlopitant) یک آنتاگونیست گیرنده NK1 است که دارای اثرات ضد استفراغ و ضد درد است.